# Sara Rosenberg
Sara Rosenberg (* 18. Dezember 1954 in San Miguel de Tucumán, Argentinien) ist eine argentinische Schriftstellerin, Malerin und Dramaturgin.

## Leben
Sara Rosenberg wurde in dritter Generation in eine jüdische Einwandererfamilie in Argentinien geboren. Auf Grund ihres politischen Engagements wurde sie mit sechzehn Jahren verhaftet; nach drei Jahren kam sie mit einer Amnestie frei und ging ins Exil nach Kanada. Sie studierte Kunstgeschichte und Bildende Kunst an der Université de Québec à Montréal. Nach Aufenthalten in Mexiko, Frankreich und Kuba zog sie 1982 nach Madrid.

## Auszeichnungen
- Premio la Scrittura della Differenza, Biennale internazionale di drammaturgia delle donne, Neapel 2006

## Werke

### Romane
- Un hilo rojo. Madrid: Espasa-Calpe, 1998
- Cuaderno de invierno. Madrid: Espasa-Calpe, 1999
- La edad del barro. Barcelona: Destino, 2003
- Contraluz. Madrid: Siruela, 2008
- Inocencia

### Kinder- und Jugendliteratur
- La isla celeste. Madrid: Siruela, 2010

### Übersetzungen

#### Ins Deutsche
- Gegenlicht. Übersetzt von Petra Strien. Bad Vöslau: Stockmann, 2010
- "Silbersalze", in: Mit den Augen in der Hand: argentinische Jüdinnen und Juden erzählen. Herausgegeben und übersetzt von Erna Pfeiffer. Wien: Mandelbaum-Verlag, 2014, S. 114–119

#### Ins Französische
- Un fil rouge. Traduction: Belinda Corbacho. Lille: Editions La Contre Allée, 2012
- Ceci n'est pas un boîte de Pandore. Traduit de l'espagnol par Belinda Corbacho Martinez. Saint Nazaire: MEET, 2013